# Friedrichshafen FF.43
Friedrichshafen FF.43 là một mẫu thủy phi cơ tiêm kích của Đức trong thập niêm 1910, do Flugzeugbau Friedrichshafen chế tạo.

## Tính năng kỹ chiến thuật
Đặc điểm tổng quát
- Kíp lái: 1
- Chiều dài: 8.55 m (28 ft 1 in)
- Sải cánh: 9.92 m (32 ft 6 in)
- Chiều cao: 3.35 m (11 ft 0 in)
- Diện tích cánh: 31.0 m2 (334 ft2)
- Trọng lượng rỗng: 798 kg (1.759 lb)
- Trọng lượng có tải: 1.078 kg (2.377 lb)
- Powerplant: 1 × Mercedes D.III, 160 kW (120 hp)

Hiệu suất bay
- Vận tốc cực đại: 163 km/h (102 mph)
- Tầm bay: 400 km (249 dặm)
- Trần bay: 3.000 m (9.840 ft)
- Vận tốc lên cao: 2,8 m/s (551 ft/phút)

Vũ khí trang bị
- 2 × súng máy7,92 mm (.312 in) LMG 08/15